# Banaskantha (Distrikt)
Banaskantha (Gujarati બનાસકાંઠા જિલ્લો), auch Banas Kantha, ist ein Distrikt im Norden des westindischen Bundesstaates Gujarat.
Er wurde 1949/50 gebildet.
Die Fläche beträgt 9.980 km². Der Verwaltungssitz liegt in der Stadt Palanpur.

## Bevölkerung
Die Einwohnerzahl liegt bei 3.116.045 (Zensus 2011).